# Todos estos años de gente
«Todos estos años de gente» es una canción compuesta por el músico argentino Luis Alberto Spinetta e interpretada con Fito Páez en el álbum doble conjunto La la la de 1986, 20º álbum en el que tiene participación decisiva Spinetta y tercero de la carrera de Páez. El álbum fue calificado por la revista Rolling Stone y la cadena MTV como #61 entre los cien mejores discos de la historia del rock nacional argentino.
Interpretado por Luis Alberto Spinetta (primera voz y guitarra eléctrica), Fito Páez (teclados y coros) y Machi Rufino (bajo). 

## Contexto
El álbum La la la fue el resultado de la colaboración musical de dos figuras máximas del rock nacional argentino, Luis Alberto Spinetta y Fito Páez. En el momento de la grabación Spinetta tenía 36 años y era una figura consagrada con diecinueve álbumes grabados, en tanto que Páez tenía 23 años y recién comenzaba a ser una estrella con dos álbumes grabados.
La colaboración de dos figuras máximas para sacar un álbum conjunto, como hicieron Spinetta y Páez en 1986, fue un hecho inusual en el rock nacional argentino. Argentina transitaba el tercer año de democracia luego de la caída de la última dictadura. En ese contexto democrático el rock nacional, que había aparecido en los años finales de la década de 1960, se estaba masificando y desarrollaba nuevas sonoridades, a la vez que ingresaba una nueva generación.
La asociación entre Spinetta y Páez canalizó precisamente ese encuentro entre la generación que fundó el rock nacional y la segunda generación marcada por la Guerra de Malvinas (1982) y la recuperación de la democracia (1983).

## El tema
El tema es el décimo y último track del Disco 1 (quinto y último del lado B) del álbum doble La la la. Se trata de una balada triste, en un ritmo cercano a un vals lento con aire de tango.
La letra constituye una serie de viñetas de contenido social relacionadas con personas socialmente excluidas: una florista alcohólica, un anciano sin nombre que desfallece ante un banco, pordioseros de la localidad de Ezeiza, migrantes bolivianos ("bolitas") sin papeles explotados. Spinetta contrasta la exclusión con las crisis económicas y la represión de la última dictadura: 

...entre la lluvia y los falcon
ya no viven ni adentro ni afuera.
"Todos estos años de gente" (fragmento)

"Los falcon" es una referencia siniestra a los autos Ford Falcon que utilizaban durante la dictadura los llamados grupos de tarea, con los que procedían a secuestrar a los opositores para llevarlos a los centros clandestinos de detención donde desaparecían.
La identificación de Spinetta con los excluidos y marginados viene desde sus inicios, en temas como "Plegaria para un niño dormido" o "Fermín". Al comenzar 1976 Spinetta dedicaría uno de sus conciertos a los "marginados y alienados del mundo":

Este concierto se lo dedicamos a todos los marginados y alienados del mundo, porque cada vez se comprueba más que, en el futuro, serán ellos los que van a regir la raza humana.
Luis Alberto Spinetta, Canal 11, 2 de enero de 1976.

La mirada crítica de Spinetta respecto de la situación social y la exclusión social una vez reconquistada la democracia, también se repitió en otros autores de la época. Fito Páez había compuesto "11 y 6" el año anterior y León Gieco había compuesto "Carito":

Recuperada la ciudad, el rock comienza, gradualmente, a posar la mirada sobre realidades que configuran otro tipo de exclusión, distinta de la tradicionalmente tratada por el rock. El aumento de la pobreza y la exclusión socioeconómica que dejó tras de sí la dictadura poco a poco comienzan a aparecer.

El título "todos estos años de gente", pone el acento en las personas, antes que en el mero transcurrir del tiempo, los acontecimientos políticos o los datos económicos. La expresión ha sido muy usada por artistas y periodistas. La cantante Liliana Herrero lanzó en 2009 un trabajo musical-audiovisual, titulado precisamente Todos estos años de gente:

Creo que llegó el momento de celebrar estos años pasados junto a tantas personas, rostros, situaciones. Celebrar no es solo festivo; entraña cierta angustia... ¿Cómo hacer esa historia? Es una pequeña historia. Todos la tenemos y la podemos relatar de muchas formas. Puedo ensayar mi propia crónica, por una vez. Puedo ponerle un título a este intento. Todos estos años de gente, una canción de Spinetta a la que muchos le hemos otorgado la posibilidad de invitarnos a un balance en medio del recuento que los que nos acompañan hacen también de nosotros.
Liliana Herrero